# (3788) Steyaert
(3788) Steyaert (1986 QM3) – planetoida z pasa głównego asteroid okrążająca Słońce w ciągu 4,67 lat w średniej odległości 2,79 j.a. Odkrył ją Henri Debehogne 29 sierpnia 1986 roku.